# Stazione di Meinohama
La stazione di Meinohama (姪浜駅?, Meinohama-eki) è una stazione ferroviaria e metropolitana di Fukuoka, e si trova nel quartiere di Nishi-ku. È il capolinea ovest della linea Chikuhi, la naturale prosecuzione della  linea Kūkō della metropolitana di Fukuoka.

## Linee e servizi ferroviari
JR Kyushu
■ Linea Chikuhi
 Metropolitana di Fukuoka
 Linea Kūkō

## Struttura
La stazione è costituita da due marciapiedi a isola con quattro binari passanti in viadotto. 
I due centrali sono utilizzati esclusivamente dalla linea metropolitana per l'attestamento e il cambio di direzione, mentre i due esterni per i treni effettuanti servizio diretto sulla linea Chikuhi in entrambe le direzioni.
| 1   | Linea Kūkō      | per Tenjin, Hakata e Aeroporto di Fukuoka      | treni provenienti dalla linea Chikuhi       |
| 2-3 | Linea Kūkō      | per Tenjin, Hakata e Aeroporto di Fukuoka      | solo attestamento e inversione di direzione |
| 4   | ■ Linea Chikuhi | per Chikuzen-Maebaru, Hamasaki e Nishi-Karatsu |                                             |

## Stazioni adiacenti
| «                  | Servizio              | »             |
| Linea Kūkō         | Linea Kūkō            | Linea Kūkō    |
| Linea Chikuhi      | Linea Chikuhi         | Linea Chikuhi |
| ------------------ | --------------------- | ------------- |
| Shimoyamato        | Locale Rapido feriali | Muromi        |
| Kyūdai-Gakkentoshi | Rapido weekend        | Muromi        |